# Saint-Lubin-de-Cravant
Saint-Lubin-de-Cravant település Franciaországban, Eure-et-Loir megyében. Lakosainak száma 55 fő (2022. január 1.). Saint-Lubin-de-Cravant Revercourt, Prudemanche, Crucey-Villages, Brezolles és Fessanvilliers-Mattanvilliers községekkel határos.

## Népesség
A település népessége az elmúlt években az alábbi módon változott:
| Lakosok száma | 57   | 53   | 48   | 63   | 55   | 56   | 58   | 57   | 56   | 55   |
|               | 1968 | 1982 | 1990 | 2006 | 2013 | 2015 | 2017 | 2019 | 2020 | 2022 |